# Aethopyga nipalensis
El suimanga coliverde (Aethopyga nipalensis) es una especie de ave paseriforme de la familia Nectariniidae.
Puede ser encontrada en los siguientes países: Bután, China, India, Laos, Birmania, Nepal, Tailandia y Vietnam.
Sus hábitats naturales son: vegetaciónes templadas y regiones subtropicales o tropicales húmedas de alta altitud.